# Thomas Kubera
Thomas Kubera (* 1962 in Dortmund) ist ein deutscher Herausgeber, Fachbuchautor und Polizeipräsident des Polizeipräsidiums Hamm in Nordrhein-Westfalen.

## Werdegang
Thomas Kubera trat 1978 in die Polizei Nordrhein-Westfalen ein. Nach dienstlichen Stationen in Köln und Bielefeld studierte er an der Hochschule für Polizei und öffentliche Verwaltung Nordrhein-Westfalen und schloss 1987 als Diplom-Verwaltungswirt (FH) ab. Nach seinem Studium an der Polizei-Führungsakademie in Münster/NRW war Thomas Kubera ab 1995 in verschiedenen Führungsfunktionen des höheren Polizeivollzugsdienst tätig. 2012 wechselte er als Leitender Polizeidirektor im Hochschuldienst zur Deutschen Hochschule der Polizei in Münster/NRW. Er leitete dort das Fachgebiet Einsatzmanagement. In dieser Zeit war er Projektkoordinator im BMBF-Forschungsprojekt „Mehr Sicherheit im Fußball - Verbessern der Kommunikationsstrukturen und Optimierung des Fandialogs (SiKomFan)“. 2015 wechselte Thomas Kubera zum Landesamt für Ausbildung, Fortbildung und Personalangelegenheiten der Polizei NRW und wurde stellvertretender Direktor der Landesoberbehörde. In dieser Zeit leitete er das Landesprojekt „Behördliches Gesundheitsmanagement der Polizei NRW“ und arbeitete verantwortlich bei der Entwicklung einer neuen Führungsstrategie für die Polizei Nordrhein-Westfalen mit. Im Jahr 2020 wurde er vom Nordrhein-Westfälischen Innenministerium mit der Leitung einer Sonderinspektion beim Polizeipräsidium Essen beauftragt, nachdem gegen Beschäftigte Vorwürfe wegen rechtsextremistischer, rassistischer und antisemitischer Aktivitäten in Chats erhoben worden waren. Er berichtete dazu dem Innenausschuss des Landtags Nordrhein-Westfalen am 15. April 2021.
Im Oktober 2021 wurde Thomas Kubera auf Vorschlag von Innenminister Herbert Reul durch Beschluss des Landeskabinetts zum Polizeipräsidenten des Polizeipräsidiums Hamm bestellt. Im Jahr 2022 wirkte er als Sachverständiger an der Aufarbeitung des rechtsextremistischen Anschlags in Hanau vom 19. Februar 2020 im Untersuchungsausschuss des Hessischen Landtags mit. Thomas Kubera ist Herausgeber und Fachautor im Bereich Einsatzmanagement und Polizeiwissenschaften. In dieser Eigenschaft ist er Mitherausgeber und einer der führenden Kommentatoren für die bundesweit gültige Polizeidienstvorschrift 100 VS-NfD – Führung und Einsatz der Polizei.

## Veröffentlichungen
- Eine digitale Streifenfahrt – Evaluation einer Videoüberwachung beim Polizeipräsidium Bielefeld. Frankfurt a. M.: Polizeiwissenschaften. 2005, ISBN 978-3-935979-50-4[4]
- Gender Mainstreaming und Diversity-Management in Polizeiorganisationen. Frankfurt a. M.: Polizeiwissenschaften, 2011, ISBN 978-3-86676-158-2[5]
- Virtual Reality Training : EDV-gestützte Simulationsverfahren als Lernmethode für Entscheidungsfindungsprozesse in kritischen Einsatzsituationen. Münster: Dt. Hochschule der Polizei – Hochschulverlag, 2016, ISBN 978-3-945856-03-1[6]
- mit Dieter Kugelmann (Hrsg.): Fußballgroßveranstaltungen im Spannungsverhältnis zwischen Freiheit und Sicherheit – Eine wissenschaftliche Untersuchung zur Bedeutung von Kommunikation und Dialog. Berlin, 2019, Springer, ISBN 978-3-662-58864-2[7]
- Sicherheit und Kommunikation bei Fußballgroßveranstaltungen – Praxishandbuch für Akteure im Netzwerk der Sicherheitsgewährleistung. Stuttgart: Boorberg, ISBN 978-3-415-06169-9[8]
- mit Gerd Thielmann, Rudi Heimann (Hrsg.): Handbuch zur PDV 100 VS-NfD Führung und Einsatz. Stuttgart, 2024, Boorberg, ISBN 978-3-415-05991-7[9]